# Xã Wayne, Quận Minnehaha, Nam Dakota
Xã Wayne (tiếng Anh: Wayne Township) là một xã thuộc quận Minnehaha, tiểu bang Nam Dakota, Hoa Kỳ. Năm 2010, dân số của xã này là 1.196 người.